# Paradoks (portal)
Paradoks (paradoks.net.pl) – polski serwis internetowy poświęcony mediom o tematyce fantastycznej.

## Historia
Serwis powstał w lecie 2006 roku z inicjatywy Lubelskiego Stowarzyszenie Fantastyki "Cytadela Syriusza", organizatora konwentu Falkon.